# Édgar Baumann
Édgar Andres Baumann Dure (San Lorenzo, 16 aprile 1970) è un ex giavellottista paraguaiano, detentore dal 1999 al 2024 del record sudamericano nel lancio del giavellotto.

## Biografia
Di discendenti tedeschi Baumann nasce non lontano da Asunción e inizia a gareggiare all'età di 19 anni nel lancio del giavellotto. L'anno seguente, nel 1990, conquista la sua prima medaglia internazionale ai Giochi sudamericani del Perù. Nel corso della sua carriera ha preso parte a diverse edizioni dei Mondiali e a partecipare ai Giochi olimpici di Atlanta 1996. Gareggiando nei campionati NCAA per l'Università statale del Texas di San Marcos, ha stabilito il record nazionale nel 1999 e guadagnatosi un posto per poter competere alle Olimpiadi di Sydney 2000. Baumann inspiegabilmente - per alcuni anni - non verrà inviato con la delegazione nazionale in Australia, avendo il Comitato Olimpico Paraguaiano preferito a lui il collega Nery Kennedy. Seguì una lunga causa giudiziaria nei confronti del Comitato, il quale svelò che l'esclusione avvenne per presunto doping. Baumann fu risarcito solo nel 2016, avendo le indagini portato a scoprire un giro di corruzione presente nel Comitato Olimpico Paraguaiano che aveva tagliato fuori l'atleta dalla possibilità di gareggiare ai Giochi olimpici.
A seguito dell'abbandono delle competizioni, avvenuto nell'anno della mancata Olimpiade, Baumann ha proseguito la sua carriera nello sport come allenatore.

## Palmarès
| Anno | Manifestazione                   | Sede          | Evento                 | Risultato | Prestazione | Note |
| ---- | -------------------------------- | ------------- | ---------------------- | --------- | ----------- | ---- |
| 1989 | Campionati sudamericani juniores | Montevideo    | Lancio del giavellotto | 4º        | 58,62 m     |      |
| 1989 | Campionati panamerica juniores   | Santa Fe      | Lancio del giavellotto | 4º        | 59,18 m     |      |
| 1990 | Giochi sudamericani              | Lima          | Lancio del giavellotto | Argento   | 60,22 m     |      |
| 1992 | Campionati ibero-americani       | Siviglia      | Lancio del giavellotto | 7º        | 66,70 m     |      |
| 1993 | Mondiali                         | Stoccarda     | Lancio del giavellotto | 45º (q)   | 59,82 m     |      |
| 1994 | Giochi sudamericani              | Valencia      | Lancio del giavellotto | Bronzo    | –           |      |
| 1995 | Giochi panamericani              | Mar del Plata | Lancio del giavellotto | Argento   | 78,70 m     |      |
| 1995 | Mondiali                         | Göteborg      | Lancio del giavellotto | 28º (q)   | 72,90 m     |      |
| 1996 | Campionati ibero-americani       | Medellín      | Lancio del giavellotto | Bronzo    | 73,94 m     |      |
| 1996 | Giochi olimpici                  | Atlanta       | Lancio del giavellotto | 18º (q)   | 77,74 m     |      |
| 1997 | Mondiali                         | Atene         | Lancio del giavellotto | 13º (q)   | 72,96 m     |      |
| 1998 | Campionati ibero-americani       | Lisbona       | Lancio del giavellotto | 4º        | 68,55 m     |      |
| 1999 | Giochi panamericani              | Winnipeg      | Lancio del giavellotto | 5º        | 71,40 m     |      |